# Perserkriege
Lade – Marathon – Thermopylen – Artemision – Salamis – Plataiai – Mykale – Eurymedon

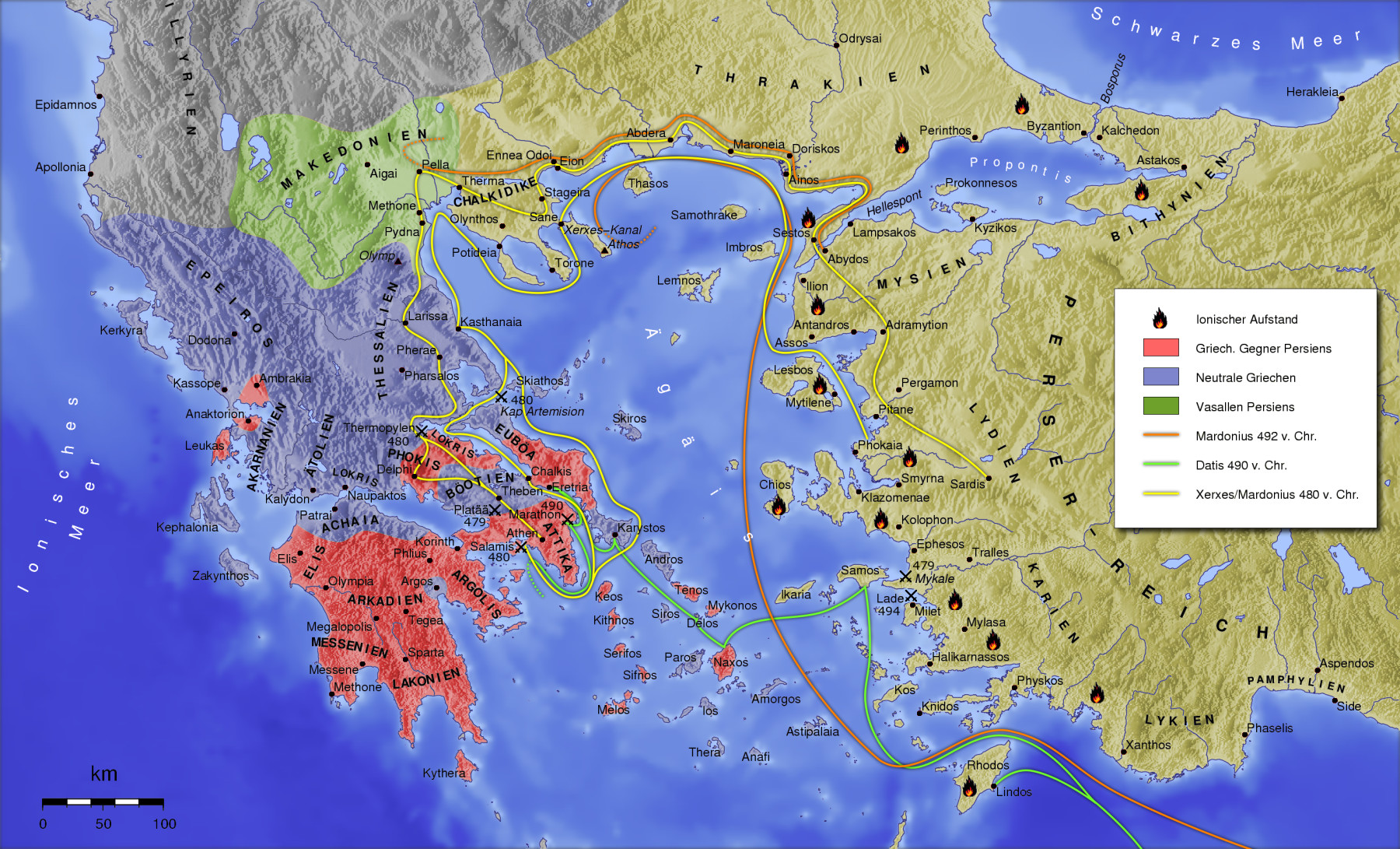
Die Ägäis während der Perserkriege

Der moderne Begriff der Perserkriege oder Persischen Kriege bezeichnet im weiteren Sinne die Auseinandersetzungen zwischen den „Hellenen und Barbaren“ in der Zeit zwischen dem Ionischen Aufstand (500–494 v. Chr.) und der Mitte des 5. Jhd. v. Chr. Im engeren Sinne verweist der Begriff auf die Feldzüge der Achämeniden unter den Großkönigen Dareios I. und Xerxes I. auf Griechenland, die in den Schlachten bei Marathon im Jahr 490 v. Chr. sowie bei Salamis und Plataiai im Jahr 480/479 v. Chr. abgewehrt wurden. Keine Anwendung findet der Begriff der „Perserkriege“ auf spätere militärische Konflikte des „Abendlandes“ mit den Persern, wie etwa den Peloponnesischen Krieg, in den auch die Perser involviert waren, oder die Kriege zwischen Rom und den Parthern oder den Sassaniden.
Unsere heutige Kenntnis der Perserkriege beruht überwiegend auf den Historien des Herodot. Aus der Perspektive der Hellenen markierten die Perserkriege den Höhepunkt einer langen Reihe von Versuchen, die seit der Herrschaft von Dareios I. (522 v. Chr.) unternommen wurden, um Griechenland zu unterwerfen. Diese Bemühungen reichten demnach von der Erkundung der Lage in Griechenland über die Eroberung von Inseln in der Ägäis bis hin zum Feldzug gegen die Skythen in Europa, der zur Einrichtung der persischen Satrapie Thrakien im Jahr 513 v. Chr. führte, sowie die Vorbereitung der Eroberung Griechenlands durch den Feldzug von Mardonios im Jahr 492 v. Chr. bis nach Thrakien und Makedonien, der gelegentlich als „erster Perserkrieg“ bezeichnet wird. Die persische Sicht auf die Perserkriege bleibt unbekannt. Häufig wird angenommen, dass die Feldzüge unter Dareios eher als begrenzte Strafaktionen betrachtet werden müssen, um einerseits die seit Kambyses aufgebaute Seeherrschaft über Teile der Ägäis zu sichern und andererseits Eretria und Athen ihre Unterstützung des Ionischen Aufstandes zu vergelten. Aus dieser Sicht ist erst mit dem Zug des Xerxes ein ernsthafter Versuch der Perser, die westliche Grenze ihres Einflussgebiets von der Ägäis bis zur Adria zu erweitern und Griechenland entweder als weitere Satrapie in das Perserreich zu integrieren oder es nach makedonischem Vorbild als Vasallenstaat zu gestalten, unternommen worden.
Mindestens Athen betrachtete bereits den von Dareios I. veranlassten Vorstoß des Datis und das Artaphernes als Versuch, ganz Hellas zum Sklaven zu machen. Spätestens nach dem Xerxeszug, als sich rund 30 Poleis unter der Führung von Athen und Sparta zum Widerstand gegen das Perserheer entschlossen, wurde die opferreiche Verteidigung des Vaterlandes gegen eine Übermacht von – will man Erzählungen Glauben schenken, denen bereits Herodot mit Skepsis begegnete – „hunderttausenden Kämpfern“, die von Xerxes zum Zwecke der Versklavung ganz Griechenlands herangeschafft worden waren, zum politischen Mythos erhoben. Dieser Mythos manifestierte sich etwa in Theaterstücken wie Die Perser von Aischylos und überdauerte bis ins 21. Jahrhundert. Häufig wurden die Perserkriege als Verteidigung der Freiheit des Abendlandes gegen „orientalische Despotie und Gewaltherrschaft“ interpretiert, wenngleich schon Herodot zu einer differenzierteren Betrachtungsweise neigte.

## Ausgangssituation
Die originäre historische Darstellung Herodots, des von Cicero so bezeichneten „Vaters der Geschichtsschreibung“, setzt um 550 v. Chr. ein. Beidseitig geschildert werden in den Historien Vorlauf und Zustandekommens der Konfrontation von Griechen und Persern. Erst annähernd in der Mitte seines Werkes begann Herodot die eigentliche Darstellung der Perserkriege; für den Zeitraum davor entfaltete er gleichsam „eine Universalgeschichte des östlichen Mittelmeerraums und des Alten Vorderen Orients“ unter Einbeziehung der Perser. Auch wenn Herodots Aufzeichnungen besondere Sympathien für die Athener erkennen lassen, berichtete der selbst Weitgereiste über die Verhältnisse bei den orientalischen Völkern der damaligen Welt eingehend und ließ gegenüber den Persern kaum Vorurteile erkennen.

### Persien im 6. Jahrhundert v. Chr.

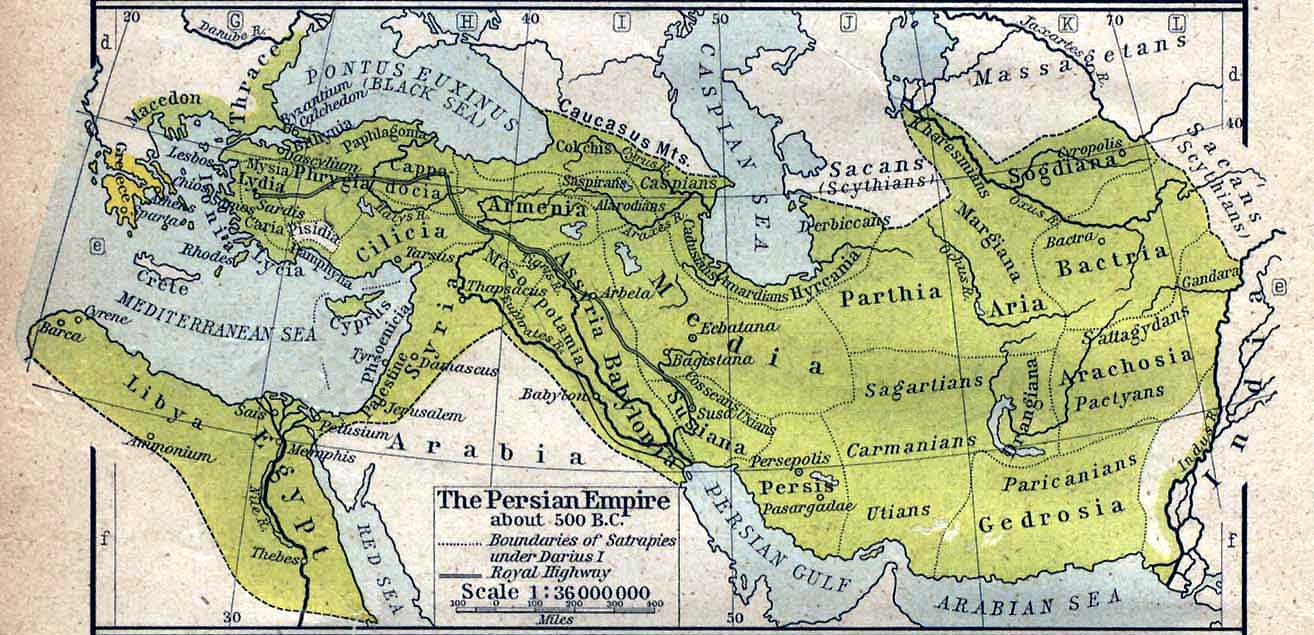
Das Perserreich um 500 v. Chr.

Aus relativ unbedeutenden Anfängen wurde das Perserreich während der zweiten Hälfte des 6. Jahrhunderts v. Chr. – bei Thronbesteigung des Reichsgründers Kyros II. im Jahr 559 v. Chr. umfasste der Machtbereich lediglich Parsa, ein ehedem mit dem Reich Elam verbundenes Kleinkönigtum im südlichen Zagros-Gebirge – zur weit ausgreifenden Großmacht östlich des Mittelmeers. Um 550 v. Chr. kam es zum Krieg gegen das benachbarte iranische Mederreich unter Astyages, dessen Herrschaftsbereich Kyros sich unterwerfen konnte. Ein Jahrzehnt später gelang es ihm nach andauernder kriegerischer Auseinandersetzung mit dem Lyderreich unter Kroisos, durch einen Überraschungsangriff auf dessen Hauptstadt Sardes die Hegemonie über ganz Kleinasien bis zur Küste des Ägäischen Meeres zu erringen. Hier kamen daraufhin um 540 v. Chr. zum ersten Mal an der Westküste Kleinasiens siedelnde Griechen unter persische Oberhoheit. Bald darauf wandte sich Kyros auch gegen das Neubabylonische Reich, welches sich über Mesopotamien und die Levante erstreckte. Im Jahr 539 v. Chr. zog Kyros siegreich in Babylon ein. Als er 530 v. Chr. starb, hatte er zudem die Eroberung des iranischen Hochplateaus begonnen und bis ins heutige Afghanistan, Pakistan und Turkmenistan ausgegriffen. Sein Sohn Kambyses II. setzte den Expansionskurs fort und konnte nach der Schlacht bei Pelusium um 525 v. Chr. Ägypten erobern.
Den Schilderungen Herodots zufolge verlor Kambyses II. seinen Verstand, während er sich in Ägypten aufhielt. Als dieser gegen seinen an der Spitze der Erhebung stehenden Bruder Bardiya in den Kampf zu ziehen unterwegs war, ereilte ihn der Tod, und es wurde deutlich, dass auch die Opposition gegen ihn gespalten war. Denn gegen Bardiya erhob sich eine Verschwörergruppe um Dareios I. und tötete jenen unter dem Rechtfertigungsvorwand, Bardiya sei gar kein wirklicher Bruder des Kambyses. Zu Beginn seiner Herrschaft war Dareios folglich vor allem damit beschäftigt, das Perserreich im Inneren zu konsolidieren. Er erreichte dies durch zahlreiche Reformen, wie die verwaltungs- und steuerrechtliche Aufteilung des Reichs in Satrapien, den Ausbau des Verkehrsnetzes oder die Schaffung neuer Residenzen in Susa und Persepolis. Zu seinen kriegerischen Unternehmungen gehörten die Eroberung von Teilen Indiens und Thrakiens. Letztere stand in Zusammenhang mit dem dauerhaften Kampf der Perser mit den Nomaden Zentralasiens und Südrusslands. Dareios überquerte 513/512 v. Chr. mit einer Schiffbrücke den Bosporus nach Europa, um gegen die Skythen nördlich der Donau vorzugehen. Auf dem Weg nach Norden gliederte er Thrakien in den persischen Reichsverband ein und machte das Königreich Makedonien tributpflichtig. Der Kampf gegen die Nomaden blieb zwar erfolglos, doch hatte Dareios dem Perserreich mit seinem Feldzug zu seiner größten Ausdehnung verholfen und es zu einem direkten Nachbarn der europäischen Griechen gemacht.

### Griechenland im 6. Jahrhundert v. Chr.

Griechisches Siedlungsgebiet Mitte des 6. Jahrhunderts v. Chr.

Um die Wende zum 6. Jahrhundert v. Chr. kamen die griechischen Poleis Kleinasiens unter die Oberherrschaft des Lyderreiches, während unter den unabhängigen Poleis des europäischen Griechenlands Sparta und Athen erst allmählich zu einer besonderen Machtstellung gelangten. Sparta hatte sich bis zur Mitte des 6. Jahrhunderts v. Chr. in zahlreichen Kriegen zur flächenmäßig größten griechischen Polis entwickelt und den größten Teil der Halbinsel Peloponnes entweder unterworfen oder in ein Bündnissystem, den sogenannten Peloponnesischen Bund, gezwungen.
In Athen konnte der Adlige Peisistratos in der zweiten Hälfte des 6. Jahrhunderts v. Chr., wie es ähnlich schon in anderen griechischen Städten geschehen war, eine Tyrannis errichten und diese sogar an seine Söhne Hippias und Hipparch weitervererben. Im Jahr 510 v. Chr. wurde die Tyrannenherrschaft durch den athenischen Aristokraten Kleisthenes aus der Familie der Alkmaioniden mit Hilfe des spartanischen Königs Kleomenes I. abgeschafft. Nachdem Kleomenes versucht hatte, mit Isagoras einen pro-spartanischen Politiker als Archon in Athen zu installieren, wurde dieser von Kleisthenes und seinen Anhängern gestürzt. Mit den Kleisthenischen Reformen wurde die Grundlage für die nachmalige Demokratie geschaffen. Die neue politische Ordnung war stark genug, eine spartanische Invasion, die Isagoras wieder an die Macht bringen sollte, genauso abzuwehren wie Angriffe aus Boiotien, Ägina und Chalkis. Wie Sparta und Athen waren auch die anderen griechischen Poleis des Mutterlandes in ständige Konflikte miteinander verwickelt und schienen kaum zu gemeinsamem politischen Handeln fähig. Die Zerrissenheit der griechischen Welt ging sogar so weit, dass sich innerhalb der einzelnen Poleis verschiedene Gruppierungen um die Macht stritten.

## Ionischer Aufstand
Die Ionier bildeten eine der großen griechischen Sprachgruppen. Im Zuge der Völkerverschiebungen, die Griechenland während der Dunklen Jahrhunderte erlebte, hatten sie sich in Attika und über zahlreiche Inseln und Küstengebiete der Ägäis verbreitet. Unter anderem hatten sie sich auch am zentralen Teil der westkleinasiatischen Küste (in etwa vom heutigen Izmir im Norden bis nördlich von Halikarnassos im Süden) festgesetzt. Dieses Gebiet war seitdem unter dem Namen Ionien bekannt. Die hier entstandenen Städte bildeten Anfang des 8. Jahrhunderts v. Chr. den Ionischen Bund. Durch die Eroberungen des Kyros waren auch die ionischen Griechen in Kleinasien unter persische Oberherrschaft geraten. Die Perser gewährten den Unterworfenen zwar eine gewisse innere Autonomie, doch versuchten sie ihre Herrschaft auch dadurch zu sichern, dass sie in den kleinasiatischen Poleis ihnen treu ergebene Tyrannenregime installierten.
Der in der großen ionischen Metropole Milet herrschende Tyrann Aristagoras wurde an der Wende vom 6. zum 5. Jahrhundert v. Chr. zum Auslöser jenes Aufstandes, dessen Langzeitfolgen in die persischen Kriege mündeten. Ein Bürgerzwist auf Naxos hatte zur Verbannung aristokratischer Familien geführt, die nun in Milet Unterstützung suchten. Anscheinend sah Aristagoras die Möglichkeit, sich der wohlhabenden Insel zu bemächtigen, und startete mit Unterstützung des persischen Statthalters Artaphernes, der dafür wiederum die Rückendeckung von König Dareios I. eingeholt hatte, eine Flottenexpedition zur Eroberung von Naxos, die jedoch scheiterte. Als Aristagoras daraufhin die Absetzung drohte, vollzog er eine von seinem als Berater am persischen Hof weilenden Schwiegervater Histiaios mitgetragene Kehrtwendung, indem er den Aufstand gegen die Perser organisierte. Dazu trat er als Tyrann in Milet zurück und sorgte auch in anderen ionischen Poleis für eine auf Isonomie gerichtete Neuordnung der Verhältnisse mit breiterer Bürgerbasis für politische Entscheidungen. Zudem suchte Aristagoras im griechischen Mutterland Unterstützung für das Aufbegehren gegen die persische Vorherrschaft – mit mäßigem Erfolg. Bei Kleomenes I. in Sparta konnte er gar nichts ausrichten; die Athener konnte er zur Entsendung von 20 Kriegsschiffen bewegen; Eretria auf Euböa stellte deren fünf. Angesichts des schließlich 553 Schiffe umfassenden ionischen Flottenaufgebots gegen die Perser (100 aus Chios, 60 aus Samos, 70 aus Lesbos und 80 aus Milet selbst) handelte es sich um eine vergleichsweise geringe athenische Beteiligung mit allerdings weitreichenden Folgen.
Der Aufstand, dem sich im Laufe der Zeit eine größere Anzahl Küstenpoleis sowie Karer und Griechenstädte auf Kypros anschlossen, konnte Anfangserfolge verzeichnen. 499 v. Chr. gelang den Aufständischen der gegen den Ataphernes gerichtete Vorstoß auf die Residenzstadt Sardes, die eingenommen und in Brand gesetzt wurde, allerdings ohne Eroberung der Akropolisfestung. Schon der Anmarsch persischer Streitkräfte löste danach einen fluchtartigen Rückzug der Aufständischen aus, die durch nachstoßende Perser bei Ephesos eine schwere Niederlage erlitten. Hiernach kehrte das athenische Geschwader bereits heim. Das Ende des ionischen Aufstands war jedoch noch nicht gekommen. Zwar eroberten die Perser 497 v. Chr. Kypros zurück und machten dem Vordringen der Aufständischen am Hellespont ein Ende, blieben in Karien jedoch zunächst erfolglos. Gleichwohl setzte sich Aristagoras, der die eigenen Ziele neuerlich als nicht realisierbar erfuhr, von seinen Mitstreitern nach Thrakien ab und fiel dort im Kampf mit Einheimischen.
Das Ende des ionischen Aufstands kam, als das gemeinsame Flottenaufgebot der Griechen den persischen Streitkräften in der Seeschlacht von Lade unterlag, wohl auch wegen mangelnder Geschlossenheit der beteiligten griechischen Poleis, die einander im Nachgang laut Herodot wechselseitig Feigheit vorwarfen. Milet, Ausgangspunkt und Zentrum des Aufstands, wurde danach von den Persern sowohl von der Land- wie von der Seeseite her eingeschlossen und fiel sechs Jahre nach dem Beginn der Erhebung der persischen Vergeltung anheim. Die Mauern der Polis wurden geschleift und der nahegelegene Apollon-Tempel von Didyma geplündert und eingeäschert. Das Ausmaß der angerichteten Zerstörungen ist nicht näher bestimmbar; allerdings erwähnt Herodot die Erschlagung der meisten Männer und den Verkauf von Frauen und Kindern in die Sklaverei. Außerdem kam es zu Deportationen Gefangener von Milet nach Susa und zu ihrer Ansiedlung am unteren Tigris. Der Tragödiendichter Phrynichos schockierte die Athener bei der Uraufführung seines Dramas „Die Zerstörung Milets“ und rührte sie so zu Tränen, dass das Stück verboten wurde und man den Urheber zu einer hohen Geldstrafe verurteilte.
Auf Lesbos und Chios unternahmen die Perser laut Herodot systematische Menschenjagden. Andere ionische Poleis kamen glimpflicher davon. Sie wurden von Ataphernes vorgeladen und untereinander vertraglich zur Einhaltung des Friedens verpflichtet sowie auf der Grundlage von Landvermessungen einer Besteuerung unterzogen, die auf lange Zeit stabil blieb. Neuerliche Tyrannenregime unterbanden die Perser in Ionien und begünstigten dort in der Folge womöglich an der Isonomie orientierte politische Ordnungen, sodass Herodot insgesamt eine Befriedung der Region feststellte.

## Scheitern des ersten persischen Vorstoßes bei Marathon

### Motive von Dareios I. beim Ausgreifen auf Griechenland
Während Herodot als absolut vorherrschenden Beweggrund des persischen Vorgehens gegen die Festlandgriechen die Revanche für Athens Beteiligung an der vorübergehenden Eroberung von Sardes im Zuge des Ionischen Aufstands herausstellte, setzt die neuere diesbezügliche Forschung dafür einen weiter gefassten Rahmen an. Dabei rücken auch Selbstbild bzw. Herrscherideologie des Dareios in den Blickpunkt, wie sie aus Inschriften und Bildschmuck seiner Grabanlage bei Persepolis herzuleiten sind. Demnach habe der Schöpfergott Ahura Mazda Dareios zum König gemacht. Dieser erhob inschriftlich den Anspruch, „König der Könige, König der Länder mit allen Stämmen, König auf dieser Erde weithin“ zu sein. In einem Reliefbild erscheint der König auf einem von Untertanenvölkern getragenen Podest, eine geflügelte Figur grüßend – Sinnbild für die Teilhabe an der göttlichen Gnade. Den universalen Herrschaftsanspruch versinnbildlichte zudem ein monumentaler Reliefzyklus an der Treppenanlage zum Thronsaal des Palastes in Persepolis, wo lange Reihen von Untertanenvölkern in ihren jeweiligen Trachten, darunter auch Griechen, dem König Gaben darbrachten. Der Behauptung und Einlösung des weltumspannenden Herrschaftsanspruchs konnte demnach auch Dareios Ausgreifen nach Griechenland seit Ende des 6. Jahrhunderts v. Chr. gelten.
Im Zusammenhang damit hatte seitens verschiedener griechischer Poleis, darunter auch Athen, bereits in der Zeit vor dem Ionischen Aufstand zum Zeichen der Unterwerfung unter die persische Oberhoheit eine Übergabe von Erde und Wasser stattgefunden. Somit konnte die Beteiligung der Athener an der Eroberung von Sardes auch als zu ahndende Rebellion betrachtet werden, wie von Herodot hervorgehoben.

### Militärische Operationen des Mardonios sowie von Datis und Artaphernes
Im Frühjahr 493 v. Chr. brach der persische Feldherr Mardonios, ein Schwiegersohn des Dareios, mit einem aus Land- und Seestreitkräften bestehenden Heer von Kappadokien und Kilikien entlang der Süd- und Westküste Kleinasiens nach Thrakien und Makedonien auf, um die persische Herrschaft auch in diesem Gebiet nach dem Ionischen Aufstand zu restaurieren. Nach diesem Unternehmen, das auch die Eroberung von Thasos einschloss, wurde die persische Flotte nahe dem Athosgebirge durch einen Sturm zerstört; mit den verbliebenen Streitkräften machte Mardonios sich auf den Rückweg.
Die zu Strafzwecken speziell gegen Eretria und Athen gerichtete militärische Folgeexpedition startete im Frühjahr 490 v. Chr. vom Sammelpunkt des Heeres und der Flotte bei Tarsos. Als Feldherren für die Führung dieses Unternehmens bestellte Dareios diesmal seinen Neffen Artaphernes sowie Datis. Wieder fuhr die persische Flotte zunächst entlang der kleinasiatischen Küste in nördlicher Richtung, bog auf der Höhe von Samos jedoch nach Westen ab, unterwarf Naxos, das sich im Ionischen Aufstand noch hatte behaupten können, und nahm nach einer Unterwerfungsrundfahrt durch die ägäische Inselwelt der Kykladen – mit Zwischenstopp unter anderem auf Delos, das man verschonte und wo Apollon und Artemis seitens der Perser sogar geopfert wurde – dann Kurs auf Eretria, dem Athen nicht den erbetenen Beistand leistete. Nach einwöchigem Widerstand fiel die Stadt, wurde geplündert und die Einwohnerschaft laut Herodot zur Verbringung nach Persien versklavt, wie es Dareios laut Herodot auch für die Athener befohlen hatte.
Möglicherweise um Eretria und Athen zu isolieren, hatte Dareios im Vorfeld des Feldzugs von 490 v. Chr. Herodot zufolge von diversen griechischen Festland-Poleis neuerlich die Unterwerfung durch den symbolischen Akt der Übergabe von Erde und Wasser an seine Gesandten gefordert – vielerorts mit Erfolg, nicht jedoch in Athen und Sparta. Nach der vollzogenen Strafaktion gegen Eretria traf die persische Flotte wohl Anfang September vor Marathon ein, geführt von dem die persischen Streitkräfte begleitenden und an der Planung des Vorgehens mitwirkenden Hippias, dem aus Athen vertriebenen früheren Tyrannen, der nun hoffen durfte, nach der Unterwerfung Athens dort als Tyrann von Dareios Gnaden wieder herrschen zu können.

### Marathon als Wendepunkt

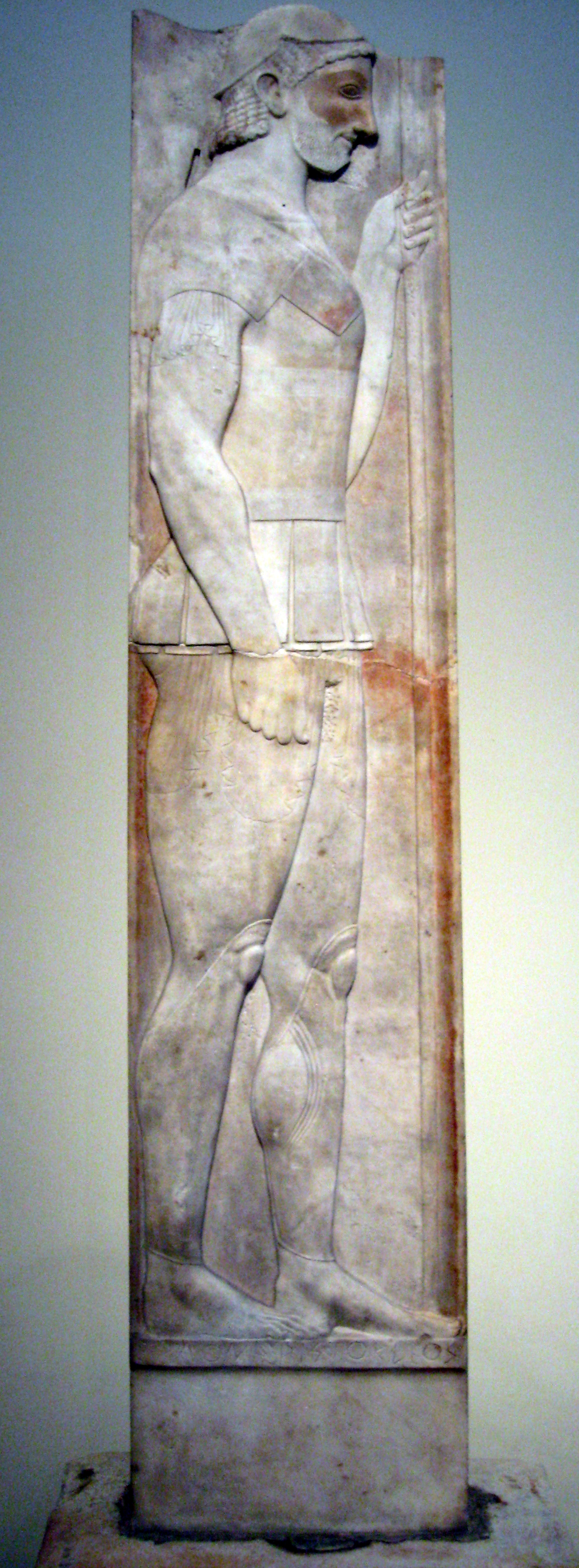
Attische Grabstele mit der Darstellung eines griechischen Hopliten, spätes 6. Jahrhundert v. Chr.

Die Ankunft der persischen Flotte in Attika dürfte für die Athener nach der ausgedehnten Unterwerfungstour in ihrem Inselvorfeld nicht überraschend gekommen sein, sodass entsprechende Reaktionen unmittelbar erfolgten. Während die persische Führung vielleicht noch auf die Wirkung der eigenen Drohkulisse setzte und eine kampflose Übergabe der Stadt abwartete, fasste eine durch die Kleisthenischen Reformen in ihrem Anspruch auf Selbstbestimmung gegen die Ambitionen von Tyrannen gestärkte Mehrheit in der Volksversammlung den Beschluss zum militärischen Widerstand, statt einen Ausgleich mit dem persischen Vormachtanspruch zu suchen. Zudem wurde die Freilassung von Sklaven beschlossen, um die Hoplitenphalanx zu verstärken. Noch bevor die 10 Strategen mit ihren Hoplitenkontingenten aus den jeweiligen attischen Phylen nach Marathon abrückten, wurde Pheidippides als Eilbote nach Sparta geschickt, um militärische Unterstützung zu erbitten. Doch ließen sich die Spartiaten mit Hinweis auf das verpflichtend zu begehende Karneia-Fest mit ihrer Hilfsexpedition bis zum Eintreten des Vollmonds Zeit.
Treibende Kraft sowohl bei der Organisation des antipersischen Widerstands in der Volksversammlung als auch bei der militärischen Vorbereitung der Schlacht bei Marathon war Miltiades, der bis zum Ionischen Aufstand selbst als Satrap der Perser auf der thrakischen Chersones agiert hatte, bevor er als ihr Feind nach Athen zurückgekehrt war. Laut Herodot gewann er vor der Schlacht die ausschlaggebende Stimme des Polemarchen für den Kampf gegen das zahlenmäßig überlegene persische Heer. Mit der Schlacht selbst habe man abgewartet, bis Miltiades an der Reihe war, den Oberbefehl zu übernehmen. Da die Spartaner vorerst ausblieben und andere Poleis sich den Persern nicht widersetzen mochten, standen den Athenern in der Schlacht 490 v. Chr. nur die Truppen des ihnen bereits länger eng verbündeten Plataiai zur Seite.
Nach einigen Tagen des Abwartens also formierten sich die Athener laut Herodot zur Schlacht, wobei insbesondere der rechte Flügel unter dem Kommando des Polemarchen und der linke Flügel, auf dem die Plataier standen, stark besetzt waren, während das in der Mitte unüblicherweise im Laufschritt voranstürmende Hoplitenaufgebot nicht sonderlich tief gestaffelt war und den persischen Pfeilbogenschützen kaum standhalten konnte. In der lange andauernden Schlacht brachen die Perser dort schließlich durch und verfolgten die zurückweichenden Athener, während die Griechen auf beiden Flügeln die Oberhand behielten und dann auch die in der Mitte zunächst erfolgreichen Perser besiegten. Sehr verlustreich verliefen die Kämpfe auf dem Weg zu den persischen Schiffen, auf die sich die überlebenden Perser flüchteten, wodurch sie ihre Flotte bis auf sieben Schiffe zu retten vermochten. Die Anzahl der Gefallenen auf persischer Seite soll 6400 Mann betragen haben, bei den Athenern 192, darunter der Polemarch Kallimachos sowie Kynaigeiros ein Bruder des Tragödiendichters Aischylos. Zu den Verlusten der Plataier ist nichts überliefert.
Die weiterhin einsatzfähige persische Flotte umschiffte Kap Sounion, um sich nun vom Athener Hafen Phaleron her der Stadt zu bemächtigen. Doch hatte das Athener Hoplitenheer eilends den Rückmarsch vollzogen und in Kynosargous beim Heiligtum des Herakles Quartier genommen, von wo aus die Kontrolle über die Stadt einschließlich des Hafens ausgeübt werden konnte. Daraufhin machte sich die verbliebene persische Streitmacht unter Datis unverrichteter Dinge auf den Heimweg. Die danach zur Unterstützung verspätet eintreffenden Spartaner konnten sich von den Athenern nur noch das Schlachtfeld von Marathon zeigen lassen und ihre Anerkennung bezeugen. Hier hatte sich gezeigt, dass griechische Poleis der persischen Großmacht widerstehen konnten.

## Zwischen den Kriegen
Den vorläufigen Rückzug der Perser nutzten die Athener auf Initiative des Marathon-Siegers Miltiades für den Versuch, Macht und Einfluss über die Kykladen-Inselwelt zu erlangen, wohl auch um den Persern damit einen neuerlichen Vorstoß auf der Ägäis-Route zu erschweren. Miltiades stellte seinen Mitbürgern zudem reichlich materiellen Gewinn in Aussicht und bekam für die Unternehmung 70 Schiffe gestellt. Doch der Angriff auf Paros, das den Persern für die Strafaktion gegen Athen Schiffe gestellt hatte, scheiterte nach 26 Tagen Belagerung. Der am Bein verwundete Miltiades wurde nach seiner Rückkehr vor Gericht gestellt und zu einer Geldstrafe von 50 Talenten verurteilt, die nach seinem baldigen Tod sein Sohn Kimon beglich. Innenpolitisch trafen die Athener nach dem Sieg von Marathon, der ihnen auch die Rückkehr des Tyrannen Hippias erspart hatte, weitere vorbeugende Maßnahmen gegen individuelles Machtstreben, indem sie über die Verteilung der hohen Archontenämter das Los entscheiden ließen und das Scherbengericht einführten. Als richtungweisend sowohl für die innere wie für die äußere künftige Entwicklung Athens sollte es sich erweisen, dass man sich von Themistokles überzeugen ließ, Überschusseinnahmen aus dem Silberabbau in Laurion von 483 v. Chr. an nicht unter die Bürger zu verteilen, sondern in den Schiffsbau zu investieren und damit die eigene Seemacht zu stärken. Was zunächst gegen den benachbarten Inselrivalen Ägina gerichtet war, trug hernach Früchte in der zweiten großen Auseinandersetzung mit den Persern und wurde zur Basis für die entwickelte attische Demokratie und das attische Seereich.
Dareios I. hatte als Reaktion auf die Nachricht von der Niederlage der Perser bei Marathon laut Herodot mit einer umfassenden neuen Mobilisierung gegen Griechenland begonnen: „Sogleich schickte er Boten aus, um ein Heer zu sammeln; alle Provinzen und Städte mussten weit mehr Truppen stellen als früher, außerdem Kriegsschiffe, Pferde, Getreide und Lastschiffe. Nun war ganz Asien drei Jahre lang in Bewegung, und alle Tapferen sammelten und rüsteten sich gegen Hellas.“ Ein Aufstand in Ägypten lenkte von diesen Vorbereitungen ab, indem dessen Niederschlagung Priorität erlangte. Als Dareios in dieser Lage 486 v. Chr. starb, folgte ihm sein Sohn Xerxes I. auf dem Thron und warf zunächst die ägyptische Erhebung nieder, bevor er die Feldzugspläne gegen Griechenland wieder aufnahm und weitere vier Jahre mit der Mobilisierung seiner Streitmacht verbrachte. Deren tatsächliche Größe ist trotz der von Herodot angelegten umfangreichen Kataloge für Heer, Reiterei und Schiffe laut Will schwer einzuschätzen, weil teils stark übertrieben.
Die Festlandsgriechen dürften über die Vorbereitungen der persischen Invasion während der zweiten Hälfte der 480er Jahre v. Chr. orientiert gewesen sein, waren hinsichtlich deren Einschätzung aber uneins. Bemühungen um Geschlossenheit in der Abwehr der aufziehenden Gefahr, die nicht überall als solche betrachtet wurde, setzten erst ein, als die persischen Herolde bereits wieder bei den griechischen Poleis unterwegs waren, um teils mit Erfolg Zeichen der Unterwerfungsbereitschaft einzufordern. So war es nur eine Minderheit von etwa 30 griechischen Poleis, die im Herbst 481 v. Chr. auf dem Isthmus von Korinth zusammenkam, um ein Verteidigungsbündnis zu schließen, den Hellenenbund, dem als bedeutendste Mächte die Spartaner, Athener und Korinther angehörten. Herodot hob in diesem Zusammenhang ausdrücklich seine Ansicht hervor, dass die Erfolgsaussichten des griechischen Abwehrkampfes allein an dem Entschluss der zur Seemacht gewordenen Athener hing, sich den Persern zu widersetzen. Ohne sie wären demnach auch alle eventuell befestigten Verteidigungslinien der Spartaner hinfällig geworden, indem die persische Flotte sie umfahren hätte.
Erschwert worden war die Bildung der Verteidigungsgemeinschaft durch die jeweils in Delphi eingeholten Orakelsprüche, die einen Widerstand gegen die persische Übermacht eher zwecklos erscheinen ließen. Die Mitglieder des Hellenenbundes beschlossen und gelobten einander, alle internen Fehden und Feindschaften zu beenden, so auch die zwischen Athen und Aigina. Außerdem wurden Gesandtschaften nach Argos und zu bedeutenderen Inselpoleis wie auf Kreta, Kerkyra und Sizilien ausgeschickt, die um Unterstützung für den Kampf gegen die Perser werben sollten. Insbesondere der mächtige Tyrann Gelon von Syrakus hätte eine bedeutende Verstärkung darstellen können, war aber zeitgleich mit einer Invasion der Karthager auf Sizilien befasst und zudem nicht bereit, den spartanischen Oberbefehl über mögliche eigene Streitkräfte zu akzeptieren. Auch die anderen Anfragen stießen entweder auf Ablehnung oder gaben Anlass zu hinhaltenden Reaktionen.

## Invasion des Xerxes
Anders als Dareios I., der die Feldherren seines Vertrauens zur militärischen Strafaktion nach Griechenland ausgeschickt hatte, nahm Xerxes I. selbst am Zug des Heeres und der Flotte gegen die Festlandgriechen zu Beginn des Jahres 480 v. Chr. teil. Anscheinend war er mit der umfassenden Streitkräftemobilisierung und mit der spektakulären Inszenierung des Heeresvorstoßes von vornherein auf größtmögliche Einschüchterung der verbleibenden Gegner bedacht. Die von Herodot detailliert aufgeführte Zusammensetzung der persischen Streitkräfte unterstrich ihrerseits die enorme Dimension des Unternehmens und mündete, die Gesamtgröße des Aufgebots betreffend, wie gezeigt in unwahrscheinlichen Größenordnungen.

### Aufzug der persischen Streitkräfte

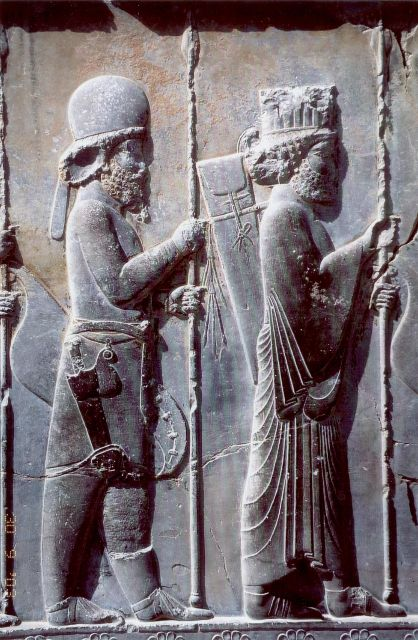
Persischer (rechts) und medischer Fußsoldat auf einem Relief aus Persepolis

Die Dimensionen des persischen Heeres und die Begleiterscheinungen seines Versorgungsbedarfs in den Durchzugsgebieten haben in Herodots Darstellung auch über numerische Angaben hinaus starken Widerhall gefunden: Ganze Flüsse und Seen seien leergetrunken und weite Landstriche allein der Nahrungsmittelproduktion und -lieferung für das persische Heer unterworfen worden. Die Überquerung der immerhin noch mehr als eine Seemeile breiten Meerenge zwischen Kleinasien und Griechenland am Hellespont bei Abydos durch die persischen Streitkräfte inszenierte Xerxes als Machtdemonstration, nachdem der erste Überbrückungsversuch durch einen Sturm zerstört worden war. Als Reaktion darauf veranlasste er laut Herodot, dass das widerspenstige Meer ausgepeitscht und die Brückenwärter geköpft wurden. In einem neuen Anlauf ließ er unter eigener Beobachtung die Überführung des Heeres binnen sieben Tagen über zwei parallele, aus mehreren hundert Gliedern bestehende Schiffsketten als Pontonbrücken ausführen.
Im thrakischen Küstenstreifen Oriskos angelangt, nahm Xerxes die Ordnung und Bestandserfassung seiner Streitmacht vor, für Herodot Anlass, seinerseits ausführlich auf deren Zusammensetzung einzugehen. Den Kern bildeten 10.000 medisch-persische Eliteinfanteristen, die sogenannten Unsterblichen, persische Bogenschützen sowie medische, baktrische und skythische Reiter. Die persische Kriegsflotte wird bei Herodot mit 1207 Schiffen beziffert, ergänzt um 3000 Lastkähne. Auch diese Zahlen werden jedoch in der neueren Forschung als deutlich überhöht angesehen. Für ein Zeichen seiner Macht und seiner Möglichkeiten hatte Xerxes auch bezüglich der Flottenverbringung vorgesorgt. Um einer neuerlichen Schiffskatastrophe bei der Umfahrung des Athos vorzubeugen, wie sie Mardonios vordem erlebt hatte, hatte Xerxes während der dreijährigen Vorbereitungszeit des Griechenlandfeldzugs eingangs der östlichen Landzunge der Chalkidike einen Kanal graben lassen in einer Breite, dass zwei Trieren samt Rudern aneinander vorbeifahren konnten. Herodot sah keine Notwendigkeit in diesem Unternehmen, da man die Schiffe relativ mühelos auch über die Landenge hätte ziehen können. Vielmehr sei es darum gegangen, dass der Herrscher mit dem Xerxes-Kanal seinem Namen ein Denkmal habe setzen wollen. Das zügige Vorankommen der persischen Gesamtstreitmacht im Norden Griechenlands mag die rechtzeitig fertiggestellte Schifffahrtsstraße immerhin unterstützt haben.

### Anfängliche Erfolge der Perser bei den Thermopylen und bei Artemision
Denjenigen unter den griechischen Festland-Poleis, die zum Widerstand gegen die heranziehenden Perser entschlossenen waren, stellte sich bei den Beratungen auf dem Isthmos von Korinth die Frage, wo sie den Persern am besten entgegentreten sollten. Die Thessaler schlossen sich dem Hellenbund nur unter der Bedingung an, dass die Verteidigung auch den Schutz ihres Siedlungsgebiets einschlösse und folglich die Pässe am Olymp verteidigt würden, der Verbindung zwischen dem unteren Makedonien und Thessalien. Doch kurz nachdem sich das griechische Heer unter spartanischer Führung dort eingefunden hatte, machten Schreckensnachrichten über die Größe der persischen Streitmacht die Runde und wohl auch über die Möglichkeit, dass dieser Pass umgangen werden könnte. Daraufhin zog man wieder ab und ließ es zu, dass die Thessaler ein Bündnis mit den Persern schlossen. Bei neuerlichen Beratungen auf dem Isthmos wurde beschlossen, sich weiter südlich bei den Thermopylen zwischen Kallidromosgebirge und Malischem Golf aufzustellen, weil sich das Kampfgeschehen hier auf noch engerem Raum abspielen würde als am Olymp. Zudem konnte die persische Flotte ganz in der Nähe bei Kap Artemision zur Seeschlacht erwartet werden, sodass man sich über den Stand der Kämpfe gegebenenfalls wechselseitig unterrichtet halten konnte.
Noch bevor die persische Flotte Artemision erreichte, war sie durch einen Sturm vor Magnesia beträchtlich dezimiert worden, sodass die griechischen Schiffsverbände, die sich beim Herannahen der Perser bereits bis Chalkis zurückgezogen hatten, durch diese Wendung ermutigt, Artemision wieder ansteuerten. Unterdessen war das persische Heer mit Xerxes durch Thessalien gezogen und hatte bei Trachis Stellung bezogen, während ein relativ kleines griechisches Heereskontingent es bei den Thermopylen am weiteren Vordringen hindern wollte. Es stand unter dem Oberbefehl des spartanischen Königs Leonidas I., der mit 300 Spartiaten von insgesamt etwa 4000 Peloponnesiern, darunter Kontingente aus Tegea und Mantinea, das zahlenmäßig kleinste Aufgebot stellte. Die Boioter waren laut Herodot mit 1100 Mann vertreten (aus Thespiai 700, aus Theben 400). Lokrer und Phoker machten ihren Verbleib in diesem Kampfverband gegen die Perser davon abhängig, dass Verstärkung nachkäme, sobald in Sparta einmal wieder das Karneia-Fest und in Olympia die Wettkämpfe vorüber waren. Da die athenischen Hopliten ihren anderweitigen Einsatzort auf den Schiffen hatten, standen den Persern vor Beginn der Schlacht bei den Thermopylen insgesamt etwa 7000 Mann gegenüber, wobei die etwa 1000 Phoker jenen Gebirgspfad zu sichern übernommen hatten, auf dem die Thermopylen umgangen werden konnten.
Mehrere Tage vergingen, ohne dass Xerxes den Angriff befahl, womöglich um den Griechen die Aussichtslosigkeit ihrer Lage bewusst zu machen und sie zum kampflosen Rückzug zu bewegen. Vom fünften Tag an ließ er diverse bewährte Einzelverbände gegen die von den Griechen geordnet abgeriegelte Landenge bei den Thermopylen anrennen, die nacheinander zurückgeschlagen wurden, darunter auch die Leibgarde des Königs, die von den Griechen so genannten Unsterblichen. Am dritten Tag nach Schlachtbeginn ließ sich Xerxes überzeugen, eine größere Streitmacht auf den Gebirgspfad zur Umgehung der Thermopylen zu schicken, von der sich die Phoker überraschen ließen; sie flüchteten im Pfeilhagel der Perser. Als die Nachricht von diesem Geschehen bei den Verteidigern der Thermopylen ankam, blieben außer den Thespiern nur die Spartiaten unter Leonidas zu weiterem Widerstand entschlossen (die Thebaner mussten als Geiseln bleiben), während die anderen griechischen Verbände abzogen, bevor sie von den über den Gebirgspfad kommenden Persern auch von hinten eingeschlossen würden. Die Schlacht endete, als die von allen Seiten eingeschlossenen Griechen überwältigt waren. Unter den Gefallenen waren der spartanische König Leonidas sowie auf persischer Seite zwei Brüder des Xerxes.
Zeitlich parallel zum Angriff des persischen Heeres bei den Thermopylen eröffnete die griechische Flotte die Seeschlacht bei Kap Artemision – ebenfalls und ultimativ unter spartanischem Oberbefehl trotz lediglich zehn lakedaimonischen Schiffen gegenüber allein 200 athenischen – gegen die zahlenmäßig noch immer deutlich größere persische Streitmacht zur See. Während drei Tagen vermochten sich die Griechen bei wechselseitigen Verlusten zu behaupten, auch weil ein persischer Schiffsverband, der um Euböa herumnavigieren und die griechische Flotte ebenfalls hätte von hinten einschließen sollen, in einem neuerlichen Sturm vor der Ostküste Euböas unterging. Mit dem Eintreffen der Nachricht vom Ausgang der Schlacht bei den Thermopylen zogen sich die griechischen Seestreitkräfte nach Süden zurück und hinderten die Perser nicht mehr am weiteren Vorrücken zu Lande und zur See.

### Selbstbehauptung bei Salamis – ein Türöffner für Athens Zukunft
Nach der Thermopylen-Schlacht verweigerten in Mittelgriechenland nurmehr die Phoker, indem sie großteils auf die Berghänge des Parnass oder nach Amphissa flüchteten, die Unterwerfung unter bzw. das Bündnis mit den Persern. Diese verwüsteten das Land, brannten die phokischen Städte nieder und vergingen sich laut Herodot in Massenvergewaltigungen an phokischen Frauen, derer sie habhaft wurden und die dabei teils zu Tode kamen. Bei Panopeus, nahe der Grenze zu Böotion teilte Xerxes das persische Heer für das weitere Vorgehen und zog mit dem größeren Teil durch Boiotien nach Athen, während eine andere Gruppierung sich mit ungeklärtem Auftrag auf den Weg nach Delphi machte, von wo sie alsbald und anscheinend ergebnislos zurückkehrte.
Die Bewohner Attikas waren unterdessen wegen der bevorstehenden persischen Strafaktion auf Betreiben vor allem des Themistokles von der athenischen Flotte nach Troizen, Aigina und Salamis evakuiert worden. Die auf der Athener Akropolis verbliebenen Verteidiger wurden von den persischen Belagerungstruppen überwältigt und die Heiligtümer im aufziehenden Herbst 480 v. Chr. ebenso gebrandschatzt wie die geräumte Stadt. Verwertbares Beutegut wurde abtransportiert; zurück blieb der sogenannte Perserschutt.
Nach Herodots Bericht löste die Nachricht von der vollständigen Einnahme Athens durch die Perser in der hellenischen Flotte teils unmittelbare Fluchtreflexe aus. Manche Schiffsführer schickten sich an, direkt Kurs auf die eigenen Heimathäfen zu nehmen; bei den von peloponnesischen Poleis gestellten Kontingenten fasste man dagegen ins Auge, sich den Persern beim Isthmos von Korinth zur Seeschlacht zu stellen, wo das Landheer bereits mit Befestigungsarbeiten den Zugang zur Peloponnes zu blockieren begonnen hatte. Das hätte allerdings bedeutet, der persischen Flotte, die nach einer zur Stärkung der Kampfmoral eingeschobenen Besichtigung des Schlachtfeldes bei den Thermopylen ihrerseits Kurs auf den Saronischen Golf genommen hatte, Salamis und Aigina samt den evakuierten Athenern schutzlos preiszugeben. Auch der spartanische Oberbefehlshaber Eurybiades, der dem Plan einer Verlagerung der Seeschlacht an den Isthmus erst zustimmte, ließ sich schließlich von Themistokles und der Perspektive umstimmen, dass die Abfahrt auf eine Auflösung der ganzen hellenischen Flotte hinauslaufen könnte, in der die athenischen Trieren gegenüber allen anderen weit in der Überzahl waren. Denn für diesen Fall soll Themistokles in Aussicht gestellt haben, dass die Athener ihre Schiffskapazitäten zu einer Überführung der eigenen Bevölkerung nach Siris, der Hafenstadt von Herakleia am Golf von Tarent in Unteritalien nutzen könnten.
Andererseits ging die griechische Flotte mit dem Warten auf das Eintreffen und Stellen der zahlenmäßig weiterhin überlegenen persischen Seestreitmacht im Saronischen Golf auch strategisch beträchtlich ins Risiko. Die bei Phaleron sich sammelnden und bereithaltenden persischen Kontingente, die von dem nun vor Ort anwesenden Xerxes selbst ihre Instruktionen erhielten, hätten – im Falle einer Aufteilung und rückwärtigen Umfahrung von Salamis durch den einen Teil ihrer Streitmacht – die Griechen entweder von zwei Seiten einschließen und angreifen oder jeden geordneten Rückzug der Hellenen blockieren können. Womöglich setzte Xerxes auf zunehmende Uneinigkeit und Demoralisierung im griechischen Lager und schob so die Auseinandersetzung zunächst etwas auf. Als aber bei den Peloponnesiern die Stimmung neuerlich in Richtung Abfahrt kippte, soll Themistokles, wie es bei Herodot heißt, einen Boten zu Xerxes geschickt haben, um ihm den bevorstehenden Rückzug der Hellenen zu melden und ihn so zur Aktion anzutreiben. Doch konnten davon unabhängig auch andere Gründe für den Entschluss zur Schlacht auf persischer Seite sprechen, etwa die Aussicht auf einen schnellen, großen Sieg und das nahende Ende der Feldzugsaison mit Blick auf ein zunehmend raueres Herbstklima und wachsende Nachschubprobleme.

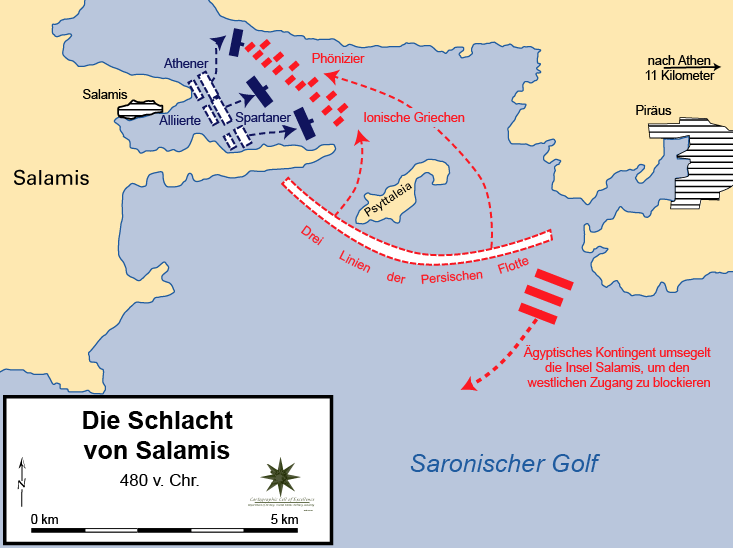
Verlauf der Schlacht von Salamis

Die Annäherung der persischen Flotte an die hellenische geschah bei Vollmond in der Nacht in drei langen Reihen, ein präzise auszuführendes Manöver, bei dem unter genauer Wahrung der Abstände gefahren werden musste. Während der ganzen Nacht musste gerudert werden; am Morgen sollte der Angriff stattfinden. Man besetzte die in der geplanten Kampfzone gelegene kleine Insel Psyttaleia als Stützpunkt zur Rettung eigener Schiffbrüchiger und zum Abfangen und Vernichten gegnerischer. Zu überraschen waren die rechtzeitig gewarnten Griechen von dem persischen Vorgehen aber nicht. Aussagen zum Schlachtgeschehen selbst stammen hauptsächlich vom beteiligten Augenzeugen Aischylos in der Tragödie Die Perser und wiederum von Herodot. Es wird bekundet, die anrückende persische Flotte sei von den Griechen mit lauten, von Blasinstrumenten unterstützten Rufen empfangen worden, die die eigene Streitmacht anspornen sollten, das Vaterland für Frauen und Kinder kämpfend zu befreien und samt den Gräbern der Ahnen zurückzuerobern. Während der Schlacht konnten die Griechen mit frischen Kräften attackieren, während die Perser bereits die Nacht über auf ihren Ruderbänken hatten arbeiten müssen. Die zahlenmäßige Überlegenheit der persischen Seestreitmacht, die unter den Augen des auf einem Sitz am Berg oberhalb des Sundes postierten Xerxes kämpfte, gab jedenfalls schließlich nicht den Ausschlag. Möglicherweise behinderten sich die persischen Schiffe durch eine enge Aufstellung gegenseitig und waren dadurch den Angriffen der schwereren griechischen Trieren relativ unbeweglich ausgesetzt. In dem auf persischer Seite um sich greifenden Chaos konnten die hellenischen Hopliten nach den Entermanövern ihrerseits entschlossen vorgehen. Psyttaleia wurde von den Griechen erobert; persische Schiffe und Mannschaften in großer Zahl versanken im Wasser, unmittelbar tödlich für die Perser, die im Gegensatz zu den Griechen nicht schwimmen konnten. Unter den bei der Schlacht Umgekommenen waren ein Bruder des Xerxes und viele weitere namhafte Perser, unter den Hellenen vergleichsweise wenige. Teile der persischen Flotte, die unter dem Angriffsdruck der Athener zurückwichen, wurden von den Aigineten noch abgefangen und vernichtet.
Entgegen anfänglichen Erwartungen im Lager der Griechen, die mit einem nochmaligen Angriff der Perser in den Folgetagen rechneten, zogen sich die verschont gebliebenen Kontingente der persischen Seestreitmacht auf Xerxes Anweisung alsbald in Richtung Hellespont zurück, während dieser über den Landweg durch Boiotien dahin zurückkehrte. Mit dem Seesieg bei Salamis hatten vor allem die Athener sich nicht nur militärisch behauptet, sondern mit ihren aus den Kämpfen erfolgreich hervorgehenden Schiffsbesatzungen, in denen die Ruderer eine mitentscheidende Rolle spielten, auch die Weichen in Richtung ihrer neuen politischen Ordnung der staatsbürgerlichen Ebenbürtigkeit und noch zu entwickelnden Demokratie gestellt. Die Klasse der besitzlosen Theten wurde nun ebenso zum Dienst herangezogen wie die traditionell als Hopliten kämpfenden höheren Vermögensklassen. Nicht wenige von den bislang Höhergestellten, so Christian Meier, mussten nun aber ebenfalls an die Ruderriemen und auf die Sitze in den engen Schiffsbäuchen, wo sie dicht an dicht und Seite an Seite mit Theten zum Einsatz kamen. Zwar hatte der Sieg bei Salamis den Krieg noch nicht entschieden; doch das nachfolgende Scheitern der persischen Invasion „schuf die Voraussetzungen für die weitere Geschichte Griechenlands, für den Aufstieg Athens und für all das, was damit verbunden war.“

### Endgültiger Rückzug der persischen Invasoren nach erneuter Niederlage
Der Großteil des persischen Landheeres verblieb auf Xerxes Anordnung über den Winter 480/79 v. Chr. in Thessalien und sollte in der folgenden Feldzugsaison unter dem Oberbefehl des Mardonios die Unterwerfung ganz Griechenlands unter die Herrschaft des Großkönigs doch noch bewirken. Während die Peloponnesier ihre Befestigungsarbeiten gegen einen persischen Angriff am Isthmus fortsetzten, sandte Mardonios den mit Persern verwandten Alexander I. als Unterhändler in das nach wie vor ungeschützte Attika, um die Athener mit Garantien für ihre Polis und mit Zusagen für weiteres Land aus dem Hellenenbund herauszulösen. Die davon besorgt ebenfalls in Athen vorsprechenden Spartaner beschworen Athens Bürger hingegen, im Bündnis zu bleiben. Laut Herodot schickten die Athener den Alexander mit der Botschaft zurück, sie würden, „solange die Sonne ihre Bahn wandelt wie bisher“, mit Xerxes niemals Frieden machen. Die Spartaner forderten sie andererseits auf, eilig ein Heer zu ihrem Schutz zu schicken.
Mardonios umgehende Antwort war ein neuerlicher Zerstörungszug gegen das evakuierte Athen. Die Spartaner aber ließen sich Zeit damit, den dringlichen Bitten der Athener um Aussendung eines Heeres gegen die Truppen des Mardonios nachzukommen: Wieder einmal war mit den Hyakinthien erst noch ein Fest zu begehen und womöglich die Schutzmauer gegen die Perser am Isthmus fertigzustellen. Endlich aber machte sich doch ein spartanisches Heer auf den Weg nach Zentralgriechenland, geführt von Pausanias, einem Halbbruder des bei den Thermopylen gefallenen Leonidas I. Das nach und nach gegen die Perser zusammenkommende griechische Heeresgesamtaufgebot wird auf 30.000 bis 40.000 Vollbürger geschätzt, das dem Mardonios unterstehende gegnerische auf etwa 60.000 Mann. Beide Seiten hatten es mit einer Entscheidungsschlacht nicht eilig, sondern prüften nach Vorgeplänkeln Möglichkeiten, die Gegenseite von ihrem jeweiligen Nachschub abzuschneiden und so zum kampflosen Abzug zu bringen. Der persischen Kavallerie gelang es laut Herodot tatsächlich, auf den nach Plataiai führenden Pässen des Kithairon einen peloponnesischen Lebensmitteltransport abzufangen sowie an die Quelle vorzudringen, die das griechische Heer mit Wasser versorgte, und diese zuzuschütten. Pausanias musste die eigene Streitmacht daraufhin zurückverlegen.

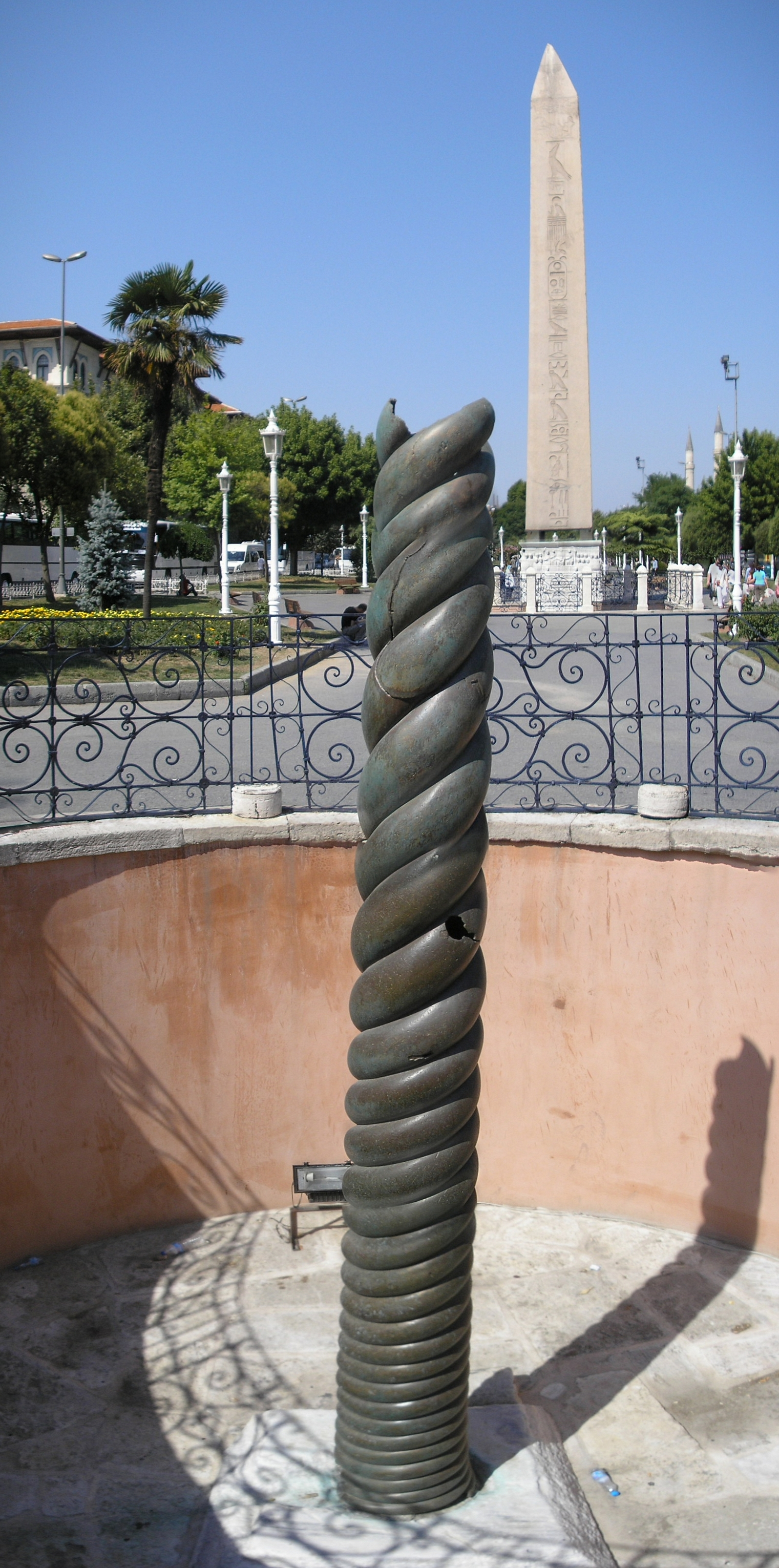
Die von den siegreichen Griechen in Delphi geweihte Schlangensäule, heute: Istanbul, Hippodrom-Platz

Die persische Reiterei stieß sogleich nach, gefolgt vom Heer unter Mardonios. Vor Plataiai kam es zur Schlacht, in der die Spartaner auch wegen interner Kommunikationsmängel und Uneinigkeit im griechischen Lager letztlich allein standhalten mussten, während die Athener sich auf dem linken Rückzugsflügel der Böoter zu erwehren hatten, die auf persischer Seite standen. Beim Entscheidungskampf im Zentrum hatten zunächst die Perser Vorteile, die mit ihren Bogenschützen einen Geschosshagel auf die Spartaner niedergehen ließen. Im Nahkampf Mann gegen Mann jedoch erwiesen diese sich mit ihrer eingeübten Disziplin und Hoplitenbewaffnung den zahlenmäßig stärkeren Persern mit der Zeit überlegen. „Als aber Mardonios und seine Schar der Tapfersten gefallen war“, so Herodot, „da endlich wandten sich die anderen und wichen vor den Lakedaimoniern zurück.“ Während ein beträchtlicher Teil der persischen Reststreitkräfte sogleich in Richtung Hellespont flüchtete, wurden diejenigen, die in ihr befestigtes Lager zurückströmten, von den nachrückenden Spartanern und Athenern belagert und schließlich aufgerieben. Den Siegern fiel im persischen Lager eine üppige Beute aus goldenen und silbernen Gerätschaften, Schmuck und Waffen in die Hände. Davon wurde den Heiligtümern in Delphi, Olympia und am Isthmus je ein Zehntel gestiftet. Zum überdauernden Zeugnis dieser Weihegaben wurde die Schlangensäule.
Nach der Bestattung ihrer Toten bei Plataiai beschlossen die Sieger, nach Theben zu ziehen, das sich auf die Seite der Perser geschlagen hatte, und die Auslieferung der diesbezüglichen Hauptfürsprecher zu fordern. Andernfalls sollte die Stadt zerstört werden. 20 Tage hielten die Thebaner der Landverwüstung und dem Ansturm auf ihre Mauern stand, ehe sie der Forderung nachkamen. Hiernach entließ Pausanias das gesamte Heer in die jeweiligen Heimatpoleis, brachte die ausgelieferten Thebaner nach Korinth und ließ sie hinrichten. Das griechische Festland war damit endgültig von der Drohung befreit, insgesamt unter persische Herrschaft zu geraten.
Griechische und persische Seestreitkräfte waren unterdessen auf Abstand geblieben, die Hellenen unter dem Kommando des spartanischen Königs Leotychidas II. bei Delos, die persischen bei Samos. Als aber eine Delegation der Samier bei Leotychidas vorsprach, um Befreiung von den Persern bat und zugleich einen neuen Aufstand der Ionier in Kleinasien versprach, gab dieser trotz der vorangeschrittenen Jahreszeit den Befehl, gegen die Perser auszulaufen. Ohne die Unterstützung der bereits heimgekehrten phönikischen Seestreitkräfte zogen es die verblieben persischen vor, sich in den Schutz des bei der Halbinsel Mykale stationierten persischen Landheeres zu begeben und die Griechen dort zu erwarten. Diese gingen dort an Land, schlugen das persische Heereskontingent in die Flucht und brannten danach die persischen Schiffe nieder. Indem zudem Samos, Chios und weitere Inseln in den Kampfbund der Hellenen aufgenommen wurden, festigte sich die griechische Stellung in der Ägäis und am Hellespont. Die kleinasiatischen Ionier fielen tatsächlich erneut von den geschwächten Persern ab.

## Griechischer Gegenangriff im Zeichen wachsender athenischer Seemacht
Mit den griechischen Siegen bei Salamis, Plataiai und Mykale war der Abwehrkampf der europäischen Griechen beendet. Kein persisches Heer setzte je wieder nach Europa über. Ein vorerst ungelöstes Problem aus griechischer Sicht blieb aber der Schutz der kleinasiatischen Ionier in ihrer neuerlichen Erhebung gegen die persische Herrschaft. Die Spartaner, die langfristige militärische Verpflichtungen jenseits der Peloponnes scheuten, schlugen einen Bevölkerungstransfer der Ionier auf das griechische Festland vor, wo man die perserfreundlichen Griechen aus ihren Poleis vertreiben könnte, um Platz für die migrierten Ionier zu schaffen. Das lehnten die Athener laut Herodot aber entschieden ab. Sie plädierten grundsätzlich gegen eine Räumung Ioniens, zumal sie die dortigen griechischen Bewohner als attische Kolonisten ansahen. Die bei Mykale siegreiche griechische Seestreitmacht fuhr anschließend zum Hellespont, wo man die ins Visier genommene persische Seebrücke des Xerxes allerdings bereits zerstört vorfand. Leotychidas und seine Spartaner sahen ihre Mission damit erfüllt und fuhren alsbald heim, während die Athener unter dem Kommando des Xanthippos sich mit der Einnahme der noch von den Persern beherrschten thrakischen Chersones (der heutigen Halbinsel Gelibolu) den Zugang zum Schwarzen Meer für ihre Handelsinteressen sicherten.
Als 478 v. Chr. die griechischen Operationen zur See gegen persische Stützpunkte wieder aufgenommen wurden, schalteten sich die Spartaner mit dem Sieger von Plataiai, Pausanias, als Oberkommandierendem wieder ein, schon um die Führung der hellenischen Seestreitkräfte nicht dauerhaft an die Athener zu verlieren. Dass es dann dennoch so kam, könnte die Folge einer Intrige unter den Beteiligten des Kampfbundes gewesen sein, die Pausanias herrisches Gehabe und heimliches Paktieren mit den Persern vorwarfen, sodass der zur Untersuchung der Vorwürfe nach Sparta zurückbeordert wurde, während die Leitung der Operationen, die erfolgreich einerseits nach Zypern und andererseits nach Byzantion geführt hatten, unterdessen den Athenern zufiel. Einen von Sparta ausgesendeten neuen Oberbefehlshaber wies man ab, die athenische Führung nunmehr vorziehend (Symmachiewechsel vor Byzanz).
Im Jahr 478/477 v. Chr. wurde unter der Hegemonie Athens ein neues Schutzbündnis gegen die Perser vorbereitet und geschlossen, an dem sich zahlreiche kleinasiatische und ägäische Poleis beteiligten: der Delisch-Attische Seebund, benannt einerseits nach der Führungsmacht des neuen Bündnisses, andererseits nach dessen Tagungsort, der Insel Delos. Nur die größeren Bundesmitglieder entrichteten ihren Tribut an den Seebund, indem sie nicht nur Hopliten, sondern auch Schiffe stellten; alle anderen, darunter die vielen sich anschließenden kleinen Insel-Poleis, leisteten einen von dem Athener Aristeides festgesetzten Geldbeitrag für die auf Delos stationierte Bundeskasse.
Zu einer Verfestigung der Machtstellung des Delisch-Attischen Seebunds gegenüber den Persern kam es in der ersten Hälfte der 460er Jahre v. Chr. unter der Leitung Kimons, der gegen eine große phönikische Flotte an der Mündung des Flusses Eurymedon vorging, wo sich auch persische Landstreitkräfte gesammelt hatten. In einer großen Doppelschlacht an Land und zur See triumphierten die Griechen. Damit hatte der Seebund einen ersten Höhepunkt seiner Machtentfaltung erreicht. Nach Abschluss dieser Operation umfasste er mehr als 200 Mitglieder.
Ebenfalls den Zwecken der Machterweiterung und der Ausschaltung persischer Stützpunkte dürfte das Vorgehen 460/59 v. Chr. mit 200 Schiffen gegen Zypern gedient haben, das dem Seebund noch nicht beigetreten war. Dabei erreichte die Griechen ein Hilfegesuch Inaros II. zur Unterstützung eines Aufstands in Ägypten gegen die dortige persische Herrschaft, das sie annahmen. Sie fuhren den Nil hinauf, brachten feindliche Schiffe auf, eroberten Memphis bis auf die Zitadelle und beherrschten große Teile Unterägyptens. Das Blatt wendete sich jedoch, als die Perser 456 v. Chr. eine größere Land- und Seestreitmacht nach Ägypten aussendeten, die die Hellenen, die sich nach einer verlorenen Schlacht auf die Insel Prosopitis im Nildelta zurückzogen, nach einundeinhalbjähriger Belagerung und Trockenlegen der Wasserzuflüsse schließlich niedermachten. Die damit verbundenen Verluste schwächten Athens Stellung allerdings nur vorübergehend; bereits 450 v. Chr. schickten die Athener mit ähnlichem Auftrag erneut eine Streitmacht von 200 Trieren unter Kimon in Richtung Zypern und Ägypten aus, die jedoch nur Teilerfolge erzielen konnte. In einer Art Pattsituation stellten 449 v. Chr. beide Seiten die Kampfhandlungen gegeneinander ein.

## Griechisch-persische Beziehungen vom Kallias-Frieden bis zu Alexander dem Großen
Um 449/448 v. Chr. wurde mit Unterstützung des athenischen Staatsmannes Perikles der sogenannte Kalliasfrieden zwischen den Griechen und den Persern unter ihrem Großkönig Artaxerxes I. geschlossen, der 465 v. Chr. seinem ermordeten Vater Xerxes auf den Thron gefolgt war. Dieser Friede ist allerdings in der Forschung umstritten – vielleicht kam es nie zu einem regelrechten Vertrag, sondern nur zu einer auf der Basis des Status quo ausgehandelten Verständigung. Ergebnis war die vorläufige Unabhängigkeit der ionischen Griechen von Persien und die Schließung der Ägäis für persische Kriegsschiffe; umgekehrt sollten die Griechen sich von der persischen Einflusssphäre fernhalten, darunter Zypern und Ägypten. Demzufolge hatte das fortbestehende persische Großreich mit den vorangegangenen Griechenland-Feldzügen die Herrschaft sowohl über Makedonien und Thrakien als auch über die kleinasiatischen und ägäischen Griechen verloren.
In der zweiten Hälfte des 5. Jahrhunderts v. Chr. trat für die Griechen der hellenisch-persische Gegensatz gegenüber dem sich anbahnenden spartanisch-athenischen Konflikt zurück, der 431 v. Chr. in den Peloponnesischen Krieg mündete. Der persische Großkönig Dareios II. unterstützte im Kriegsverlauf die Landmacht Sparta, allerdings nur finanziell und mit dem Ziel seiner erneuten Oberherrschaft über die kleinasiatischen Griechen. Nach dem endgültigen Triumph über die Athener im Jahr 404 v. Chr., der den Spartanern vorübergehend auch zur See eine Vormachtstellung in der Ägäis verschaffte, wiesen diese das persische Ansinnen jedoch einstweilen zurück.
Im Thronfolgestreit nach dem Tod Dareios’ II. unterstützten die Spartaner 401 v. Chr. Kyros den Jüngeren gegen seinen Bruder Artaxerxes II. Kyros warb griechische Söldner in großer Zahl an, unterlag und fiel jedoch in der Schlacht bei Kunaxa. Über den Rückzugsmarsch der griechischen Kontingente zum Schwarzen Meer, den sogenannten „Zug der Zehntausend“, berichtete Xenophon als Beteiligter in seiner Anabasis. Fortan verfolgte Artaxerxes II. seine Pläne einer neuerlichen Unterwerfung der ionischen Griechen energisch weiter, auch indem er Spartas Widersacher auf dem griechischen Festland unterstützte, darunter Athen. 387 v. Chr. akzeptierten die geschwächten Spartaner den sogenannten Königsfrieden, der die persische Oberhoheit über Kleinasiens Griechen wiederherstellte.

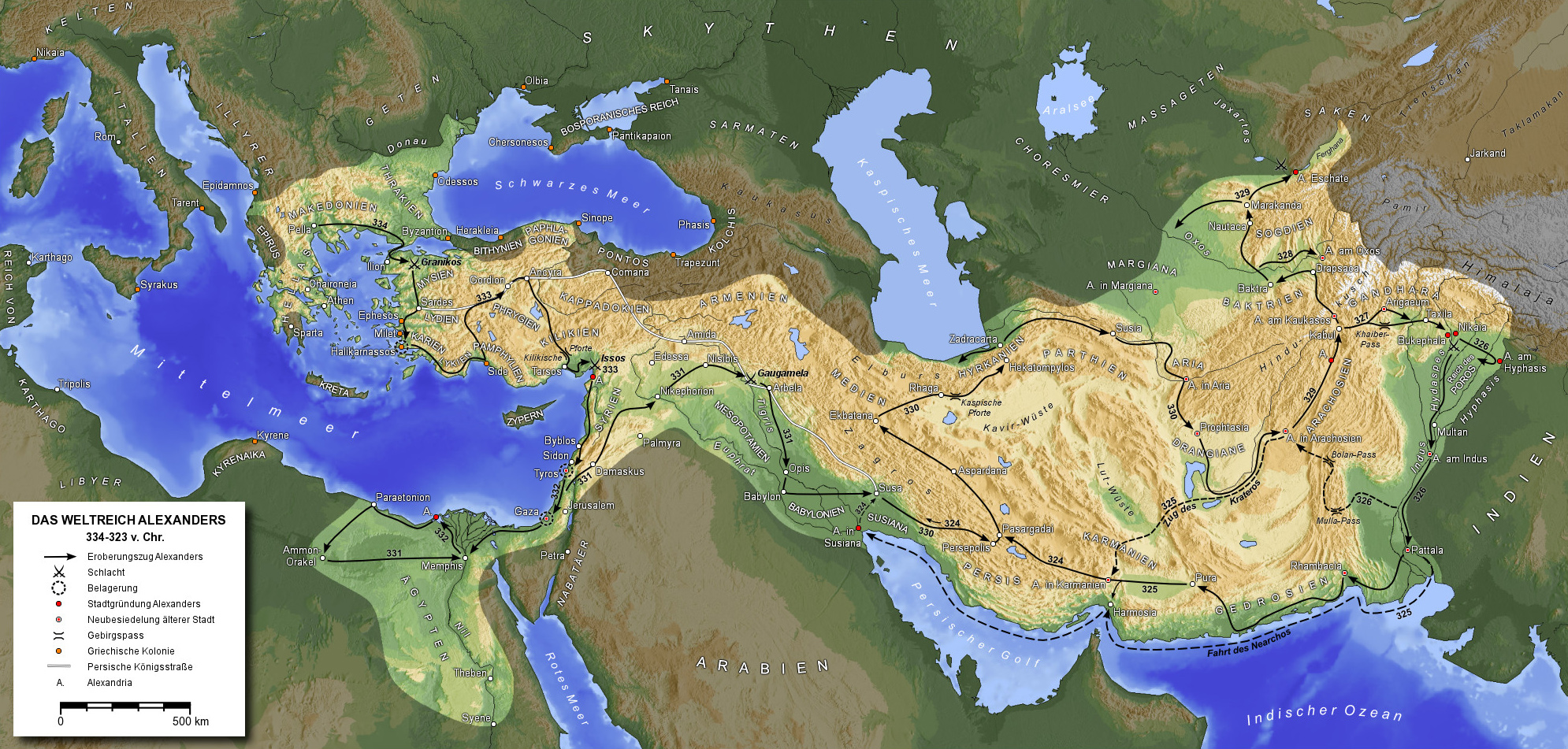
Der Alexanderzug

Eine grundlegend neue Lage im Verhältnis von Griechen und Persern entstand erst mit dem Feldzug Alexanders des Großen. Dessen Vater Philipp II. hatte das Königreich Makedonien zur führenden Macht auf dem Balkan gemacht und die griechischen Poleis weitgehend zu einem Bündnis unter seiner Führung geeint. Mit Persien war es 443 v. Chr. noch zu einer Verständigung über die wechselseitigen Interessensphären gekommen. Gleichwohl verband Philipp II. in der Folge mit der machtpolitischen Expansion in Griechenland auch bereits Pläne für einen Feldzug gegen Persien und suchte dafür panhellenische Unterstützung. Alexander übernahm diese Feldzugspläne nach dem Tod seines Vaters. In der Schlacht von Gaugamela 331 v. Chr. unterlag das Achämenidenreich endgültig dem Eroberer. Mit dem Siegeszug und der Machtstellung Alexanders des Großen in Persien sieht Will das Zeitalter der persisch-griechischen Konflikte enden. Der Makedone wurde zum Schwiegersohn des letzten Achämenidenherrschers Dareios III.

## Quellen

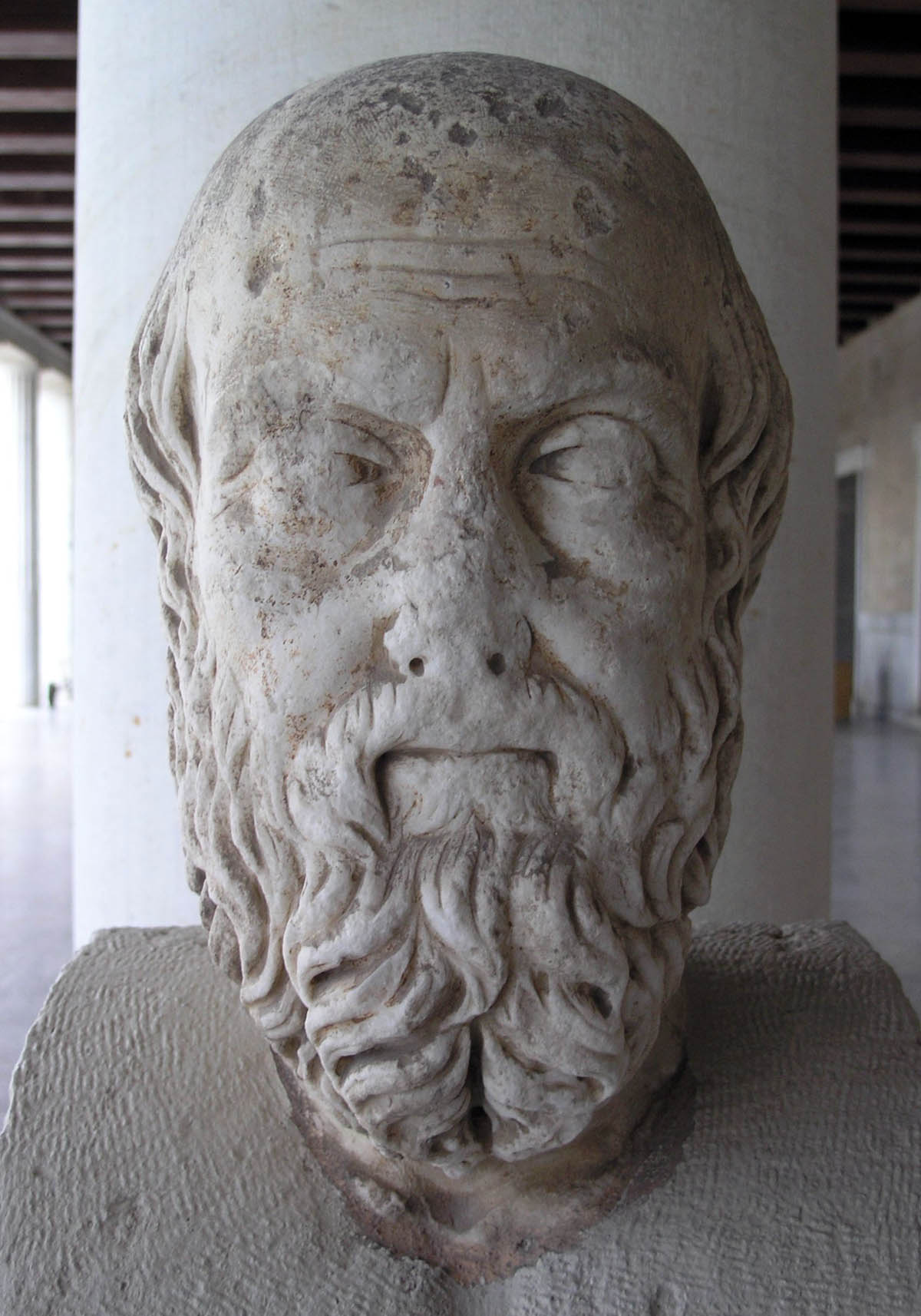
Büste des Herodot aus Athen

## Rezeption
Was für die klassische Epoche des antiken Griechenlands allgemein gilt, eine von athenischen Schriftzeugnissen unter anderem zur Geschichtsschreibung und zur politischen Theorie dominierte Überlieferung und Perspektive, zeigt sich auch in der Nachbetrachtung der Perserkriege. Sowohl die antike als auch die moderne Rezeption haben den Fokus auf das Schicksal der attischen Polis als kriegsbeteiligte und vom Kriegsausgang begünstigte gespiegelt und weitgehend erhalten.

### In der Antike
Als erfolgreicher gemeinsamer Verteidigungs- und Abwehrkampf der Griechen bewirkten die Perserkriege, dass erst Freiheit (ελευθερία) und hernach Autonomie (αὐτονομία) Vorrang im griechischen politischen Wertehorizont erlangten, auch im Sinne der Freiheit von innerer Bedrückung durch Tyrannen. Begünstigt wurde so zudem die Entwicklung freiheitlicher innerer Ordnungen in klassischer Zeit und laut Sebastian Schmidt-Hofner der geistige Aufbruch mit neuen Sichtweisen auf die Welt und neuen Erkenntnismethoden. Die Perserkriege bedeuteten für die Griechen eine Zäsur in ihrer Wahrnehmung der Vergangenheit. Sie forderten und veränderten Lebenswelt und Geschichtsbild nahezu aller Hellenen und speziell der Athener, bei denen die Kriege von 490 und 480/79 v. Chr. tiefgreifende politische, soziale und kulturelle Folgen zeitigten.

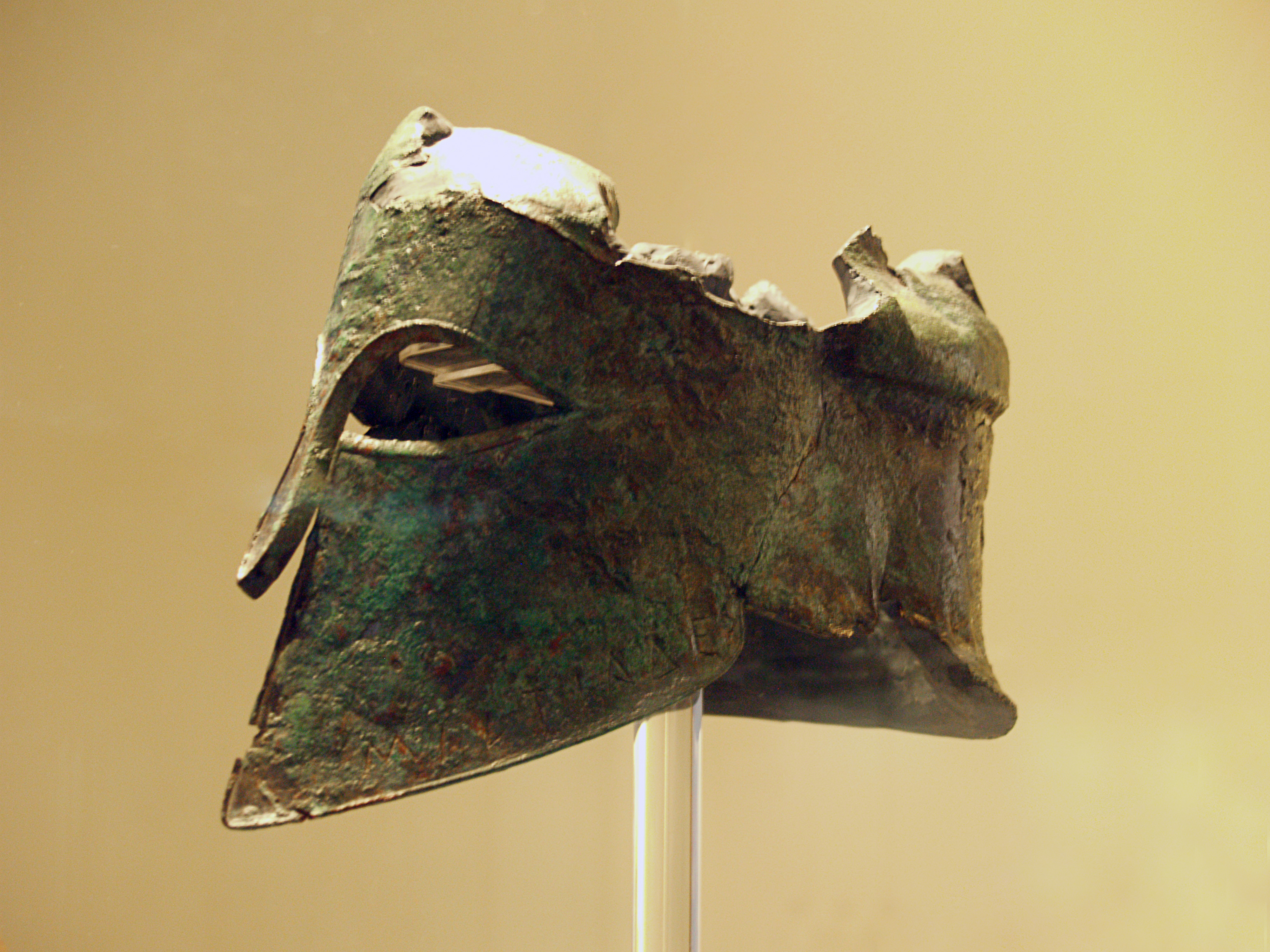
Von Miltiades in Olympia geweihter Helm

Vor allem der Sieg des Hoplitenheeres in der Schlacht bei Marathon 490 v. Chr., den die Athener ohne die verspätet eintreffenden Spartaner errungen hatten, wurde zu einem Markstein der Erinnerungskultur in Athen. Zum ersten Mal hatte eine griechische Armee eine persische in offener Feldschlacht besiegt. Für die gefallenen Athener wurde vor Ort ein zehn Meter hoher Grabhügel von 50 Metern Durchmesser errichtet. Für Miltiades schuf man ein Denkmal; außerdem wurde ein marmornes Siegeszeichen aufgestellt. Etwa 30 Jahre nach der Schlacht ließ Miltiades Sohn Kimon in der Stoa Poikile am Nordrand der Athener Agora ein großes Gemälde der Schlacht bei Marathon anbringen. Die Erinnerungen an Marathon dürften den Athenern laut Wolfgang Will als Ausdruck des Zusammenhalts der vielfältig gegliederten und teils weit auseinanderliegenden Gruppierungen des attischen Polisverbands dauerhaft wichtig gewesen sein, indem die Bürger sich über gemeinsame Kulte, Feste und Totengedenken miteinander identifizierten und so die kleisthenischen Grundlagen der Demokratie festigten.
Für Spartas Nachruhm in den Perserkriegen steht hauptsächlich die Schlacht bei den Thermopylen 480 v. Chr., letztlich eine Niederlage, bei der die Spartiaten in deutlicher Unterzahl aber standhielten, bis auch ihr letzter Mann gefallen war, und mit ihnen ihr König Leonidas I. Zu seinen und zu Ehren seiner Mitgefallenen wurden danach in Sparta jährlich feierliche Spiele abgehalten. Am Ort der Schlacht forderte das Thermopylen-Epigramm des Simonides von Keos die Passanten auf, in Sparta zu bezeugen, dass die hier Ruhenden ihren Auftrag erfüllt hätten:
Ὦ ξεῖν’, ἀγγέλλειν Λακεδαιμονίοις ὅτι τῇδε κείμεθα τοῖς κείνων ῥήμασι πειθόμενοι.
In der lateinischen Übertragung des Römers Cicero war dann von heiligen Gesetzen die Rede, denen man gehorcht habe:
Dic, hospes, Spartae nos te hic vidisse iacentes, dum sanctis patriae legibus obsequimur.
Friedrich Schiller dichtete in Der Spaziergang diesbezüglich:
Wanderer, kommst du nach Sparta, verkündige dorten, du habest / Uns hier liegen gesehn, wie das Gesetz es befahl.
Das Ereignis der Perserkriege, mit dem sich die meisten griechischen Poleis über Athen und Sparta hinaus identifizierten, war die Schlacht von Plataiai. Unabhängig von je eigenen Erinnerungsformen feierte man diesen Erfolg auch gemeinsam: So wurden alle vier Jahre Freiheitsspiele (Eleutherien) abgehalten; und alljährlich richteten die Plataier für alle auf ihrem Boden bestatteten Griechen eine Totenfeier aus. Die gemeinsame Abwehr der Persergefahr trug wesentlich bei zur Konsolidierung einer die Bürger der griechischen Poleis als Hellenen einenden Identität, die sich bis dahin hauptsächlich auf Mythen und Erzählungen vom Trojanischen Krieg sowie auf gemeinsame Kultorte wie Delphi oder Olympia gegründet hatte. Das imponierende Bild des sich der Perser siegreich erwehrenden Hellenenbunds war so wirkmächtig, dass auch Poleis, die die Schlacht von Plataiai nicht mitbestritten hatten, die eine oder andere eigene Form der Beteiligung in Umlauf brachten, um am Nachruhm der Sieger teilzuhaben.

### In jüngerer Zeit
Die Griechenbegeisterung des 18. Jahrhunderts, die in Deutschland die neuhumanistische Strömung speiste, führte dazu, dass der Kultur der Alten Griechen im 19. Jahrhundert eine zeitlos verpflichtende Bedeutung zugeschrieben wurde. Damit verbunden war die Vorstellung, dass es bei den griechischen Abwehrkriegen gegen das persische Großreich auch um die geistige Zukunft Europas gegangen war. John Stuart Mill brachte das auf die griffige Formel, dass die Schlacht bei Marathon als Ereignis der englischen Geschichte wichtiger gewesen sei als die Schlacht bei Hastings. Georg Wilhelm Friedrich Hegel sah eine Gunst des Schicksals darin, dass Namen wie Marathon und Salamis für immer im Andenken der Menschen fortleben würden. „Es lag hier das Interesse des Weltgeistes auf der Waagschale; alle anderen Interessen, die mit irgendeinem Vaterlande zusammenhingen, sind beschränkter gewesen.“
Die Schlacht von Marathon erwies sich in der Neuzeit als ein heroisches Muster, das sich zu vielfältiger Identifikation und Verwendung anbot. Schillers in Schul- und Geschichtsbüchern präsente, eingängige Übersetzung des Thermopylen-Epigramms eignete sich dazu, aus verschiedensten Anlässen den sinnvollen Tod fürs Vaterland zu propagieren. Selbst für Angriffskriege wurde dieses Mittel agitatorisch eingesetzt. 1943 lagen die Thermopylen in Stalingrad, heißt es bei Will. Am 10. Jahrestag der NS-Machtergreifung äußerte sich Hermann Göring im Volksempfänger-Rundfunk über den „größten Heroenkampf“ der deutschen Geschichte: „Und es wird auch einmal heißen: Kommst du nach Deutschland, so berichte, du habest uns in Stalingrad liegen sehen, wie das Gesetz, das heißt, das Gesetz der Sicherheit unseres Volkes, es befohlen hat.“

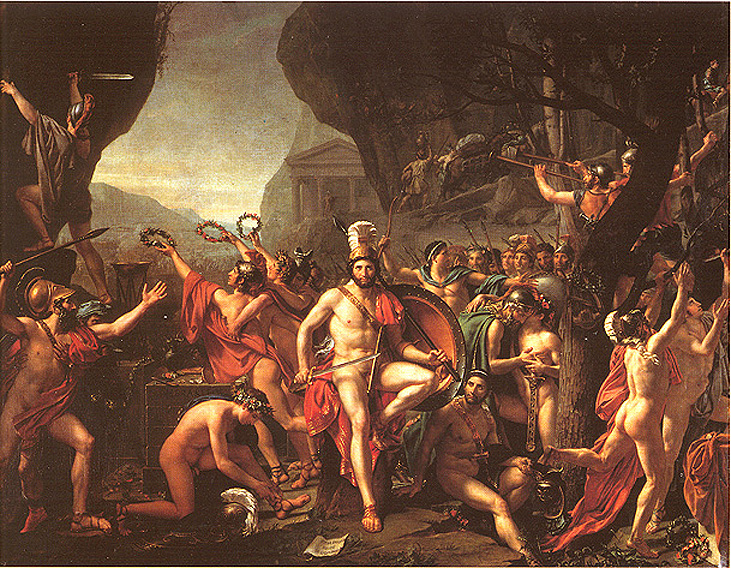
Jacques-Louis David: Leonidas an den Thermopylen

Die Thermopylenschlacht hat auch in den bildenden Künsten der Neuzeit gelegentlich Widerhall gefunden. In der Renaissance malte Perugino für das Collegio del Cambio in Perugia einen Freskenzyklus, in dem der bei den Thermopylen gefallene Spartanerkönig Leonidas I. als Sinnbild der Tapferkeit neben Perikles, dem Vertreter der Redekunst, erscheint. Jacques-Louis David, Historienmaler im Zeitalter der Französischen Revolution, präsentierte den König vor der Schlacht bei den Thermopylen in seinem Gemälde Leonidas an den Thermopylen als jugendlichen Helden mit Idealkörper, nach Davids eigenem Bekunden eine Versinnbildlichung der Vaterlandsliebe. Nach dem Zweiten Weltkrieg schuf Oskar Kokoschka 1954 das Triptychon Thermopylae. Der linke Flügel zeigt Leonidas bei seinem Abschied in Sparta; in der Mitte wird das Schlachtgeschehen abgebildet; auf dem rechten Flügel ist die Zerstörung Athens durch die Perser zu sehen. Kokoschkas Werktitel lautet vollständig:  Thermopylae oder Der Kampf um die Errettung des Abendlandes.
Der Althistoriker Christian Meier legt höchstes Gewicht auf die Bedeutung der bei Salamis ausgetragenen Seeschlacht. Selten in der Geschichte habe so viel auf dem Spiel gestanden. „Die Enge von Salamis bildete gleichsam ein Nadelöhr, durch das die Weltgeschichte hindurch mußte, wenn in ihr statt großer, monarchisch regierter Reiche jenes eigenartige, vom Osten her exotisch anmutende Volk eine entscheidende Rolle spielen sollte, das in lauter kleinen selbständigen Städten, fast überall schon ohne Monarchen und vielfach schon bei weitgehender politischer Mitsprache breiter Schichten lebte.“ Zumindest fürs sportinteressierte Publikum im 21. Jahrhundert ist freilich der Marathonlauf und sein triumphal-tragisches Ende die bekannteste Begebenheit der Perserkriege, obwohl er aus Sicht der historischen Forschung wahrscheinlich nur Legende ist.